# Olly Heidenreich
Olly Heidenreich (* 23. Februar 1899 in Wien; † 1945) war eine österreichische Theaterschauspielerin.

## Leben
Olga Helene Heidenreich, die sich später Olly nannte, war eine Tochter des Arztes und Theaterleiters Johannes Richard Heidenreich und der Marie Helene Rößler. Sie hatte einen Bruder namens Johannes Heidenreich, der Korrepetitor an der Staatsoper wurde. 1929 heiratete sie den Opernsänger Adolf Harbich.
Von 1925 bis 1927 hatte sie ein Engagement am Vereinigten Stadttheater Nürnberg-Fürth, danach war sie bis 1936 am Staatstheater Wiesbaden beschäftigt. Wegen ihrer jüdischen Herkunft wurde sie am 1. August 1936 entlassen und aus der Reichstheaterkammer ausgeschlossen. Während ihr Bruder nach seiner Entlassung aus der Staatsoper Selbstmord beging, gelang es Olly Heidenreich, die zuständigen Behörden davon zu überzeugen, dass sie ihr Dasein einem Fehltritt ihrer Mutter mit einem „Arier“ verdankte. Sie erhielt 1939 einen neuen Abstammungsbescheid. Theaterauftritte hatte sie bis 1944 keine mehr. 1945 kam sie ums Leben.